# Voi che sapete
Voi che sapete (v delší verzi Voi che sapete che cosa è amor) je mezzosopránová árie Cherubina z II. jednání opery Figarova svatba Wolfganga Amadea Mozarta na italský text od Lorenza Da Ponteho.

## Postava Cherubína
Cherubín (Cherubino) je mladý chlapec (ženská (kalhotková) role pro mezzosoprán) žijící v paláci hraběte Almavivy a je zamilovaný do všech obyvatelek paláce, takže se neustále zamotává do milostných pletek. Almaviva ho přistihl s Antoniovou zahradnickou dcerou Barbarinou a prakticky stejným způsobem byl chycen se Zuzankou, která se chlubila jeho písní. Když je hrabětem jmenován důstojníkem s rozkazem odjet do Sevilly, snaží se tomu Figaro, Zuzanka a hraběnka Rosina zabránit.
Zpočátku však hraběnka chce slyšet chlapcovy písně. Ten se nejprve vzpírá, ale nenechá se prosit dlouho a nakonec začne zpívat za doprovodu Zuzanky na kytaru. V árii (písni) se obrací na ženy, protože ty se podle Cherubína nejlépe vyznají v citech. Zpívá o tom, jak se propadá z jednoho stavu do druhého, od žáru ohně až po ledový chlad, a nedokáže tomu zabránit. Mladý zpívající chlapec tím vzbuzuje nadšení obou dam.
Světová premiéra Figarovy svatby se uskutečnila ve Vídni 1. května 1786. Role Cherubína se tehdy zhostila Dorotea Bussaniová.

## Text
Voi che sapete che cosa è amor,
Donne, vedete s'io l'ho nel cor.
Quel ch'io provo vi ridirò,
è per me nuovo, capir nol so!
sento un affetto pien di desir,
ch'ora è diletto, ch'ora è martir.
Gelo e poi sento l'alma avvampar,
e in un momento torno a gelar!
Ricerco un bene fuori di me
Non so chi'l tiene, non so cos'è
Sospiro e gemo senza voler
Palpito e tremo senza saper
Non trovo pace notte né dì
Ma pur mi piace languir così!
Voi che sapete che cosa è amor
Donne, vedete s'io l'ho nel cor.